# Neostylopyga modesta
Neostylopyga modesta es una especie de cucaracha del género Neostylopyga, familia Blattidae.

## Distribución
Esta especie se encuentra en Indonesia (isla de Komodo e isla Rinth).